# Drive-Away Dolls
Drive-Away Dolls è un film del 2024 diretto da Ethan Coen.
È il primo film di una "trilogia di film lesbici di serie B" di Coen e Cooke; il film vede protagonisti Margaret Qualley e Geraldine Viswanathan. Viene seguito da Honey Don't! del 2025.

## Trama
Negli ultimi giorni del 1999, Santos siede in un bar di Filadelfia stringendo nervosamente una valigetta. Esce di corsa ed è seguito dal suo barista, che lo uccide in un vicolo.
Altrove in città, Jamie e Sukie sono amanti la cui relazione va in pezzi a causa dell'infedeltà di Jamie. Quando Sukie la caccia fuori dal loro appartamento, Jamie va dalla sua amica Marian che sta per partire per Tallahassee, dove abita sua zia, e la convince ad andarci insieme. Affittano un’auto presso un servizio di noleggio e, a causa di un malinteso, viene data loro un'auto che deve essere riportata a Tallahassee, ma non da loro due. Infatti, subito dopo, due criminali, Arliss e Flint, arrivano al noleggio per ritirare la loro auto e scoprono che Jamie e Marian l'hanno presa insieme a un carico non specificato. Mentre la severa Marian vuole arrivare a destinazione, Jamie cerca costantemente di convincerla a rilassarsi prendendo deviazioni o cercando di fare sesso occasionale nei bar lesbici lungo la strada. Marian preferisce leggere Gli europei di Henry James, ma lentamente esce dal suo guscio a causa degli stimoli di Jamie. Quando entrano in Florida con un giorno di ritardo, forano una gomma e aprono il bagagliaio per prendere la ruota di scorta: così scoprono la valigetta di Santos e un cestino con ghiaccio secco contenente la sua testa decapitata. 
Mentre fanno questa scoperta, vengono seguite da Arliss e Flint, che vengono depistati da alcune giocatrici di hockey che hanno festeggiato brevemente con Jamie e Marian. Purtroppo le due amiche si registrano in un hotel utilizzando la carta di credito di Jamie e vengono rintracciate. Arliss, Flint e il loro capo Chief si dirigono a Tallahassee per prendere i loro beni, mentre le due donne passano dall'essere amiche ad amanti quando Jamie convince Marian che ha bisogno di avere un'esperienza sessuale positiva per godersi di più la vita. La mattina dopo, i criminali arrivano in città e Jamie decide di utilizzare il contenuto nella valigetta: una collezione di vibratori. Marian è scioccata ma Jamie insiste che vuole solo lo sfogo sessuale che Marian ha avuto la sera prima.
Immediatamente dopo aver raggiunto l'orgasmo, Arliss e Flint irrompono nella loro stanza e prendono la testa e la valigetta di Santos, mentre rapiscono le donne sotto la minaccia delle armi. Nel retro di una pista da corsa di cani, il capo arriva per incontrarli e spiega che i giocattoli sessuali sono particolarmente importanti in quanto sono modellati sui genitali di potenti personaggi pubblici, tra cui il senatore Channel, un politico di destra la cui carriera potrebbe essere rovinata da uno scandalo sessuale. Questo era il giocattolo usato da Jamie ed è stato lasciato accidentalmente nella camera d'albergo. Quando i gangster litigano e portano Flint a sparare agli altri due e a scappare, Jamie e Marian decidono di ricattare il senatore.
Anche Sukie è in viaggio per Tallahassee. Jamie e Marian incontrano Channel in un bar lesbico e gli danno la valigetta in cambio di un milione di dollari. Sukie li intercetta mentre escono e Channel si gira indietro per cercare di uccidere le donne. Sukie spara a Channel, provocando scalpore mediatico.
Il giorno successivo, Jamie e Marian incontrano la zia di Marian nel loro hotel e Jamie dice casualmente che presto andranno in Massachusetts, poiché lì il matrimonio tra persone dello stesso sesso è legale. Mentre il trio si allontana, un fattorino corre a dare loro una borsa che hanno lasciato dietro di sé e che contiene due dildo modellati sul pene di Channel.

## Produzione
Le riprese del film sono iniziate nell'agosto 2022 a Pittsburgh e si sono poi svolte anche ad Hopewell nell'ottobre seguente.

## Promozione
Il primo trailer del film è stato diffuso il 23 giugno 2023.

## Distribuzione
Il film, inizialmente fissato nelle sale cinematografiche statunitensi al 22 settembre 2023, è stato posticipato al 23 febbraio 2024 a seguito dello sciopero dei membri della SAG-AFTRA tenutosi tra luglio e novembre 2023. In Italia è stato distribuito nelle sale cinematografiche il 7 marzo 2024.

## Accoglienza

### Incassi
Il film ha incassato 7935363 $ nel mondo, di cui 5028215 $ in Nordamerica.

### Critica
Sull'aggregatore Rotten Tomatoes il film ha il 63% delle recensioni professionali positive con un voto medio di 6.1 su 10 basato su 248 critiche, mentre su Metacritic ha un punteggio di 56 su 100 basato su 50 critiche.